# Johann Vogel
Johann Vogel (Ženeva, 8. ožujka 1977.), je bivši švicarski nogometaš. Do 8. ožujka 2007. godine bio je kapetan švicarske nacionalne momčadi. Igrao je na poziciji veznog igrača.

## Karijera
Vogel je započeo nogometnu karijeru u Švicarskoj kao amater u klubu FC Meyrin, nedugo potom potpisao je profesionalni ugovor za Grasshopper. Prvu utakmicu za Švicarsku nogometnu reprezentaciju odigrao je 8. travnja 1995. protiv Grčke (rezultat je završio 1-1). Dok je igrao za Grasshoppers, obično je igrao na mjestu srednjeg obrambenog ili na mjestu zadnjeg desnog.
Nizozemski klub PSV Eindhoven kupio ga je 1999. godine, gdje je igrao kao standarni igrač u momčadi PSV-a iz Eindhovena.
2005. godine odlučio je napustiti PSV Eindhoven i priključio se talijanskoj momčadi AC Milan. U završnoj sezoni u PSV Eindhovenu, zajedno s Mark van Bommelom i Philipom Cocuom došao je do polufinala UEFA lige prvaka.
Vogel je igrao za Švicarsku na Europskim nogometnim prvenstvima u Engleskoj 1996. i Portugalu 2004. godine, te na Svjetskom prvenstvu u Njemačkoj 2006. godine. Nastupio je 89 puta za reprezentaciju Švicarske.
31. ožujka 2006., prešao je u španjolski klub Real Betis u zamjenu za brazilca Ricarda Oliveiru. Vogel je prvu utakmicu za Real Betis odigrao protiv Athletic Bilbaa 10. rujna 2006. na stadionu Manuel Ruiz de Lopera, koju je Real Betis pobijedio s 3-0.

## Vanjske poveznice
- Johan Vogel osobne stranice
- Real Betis